# آشپزی برونئی

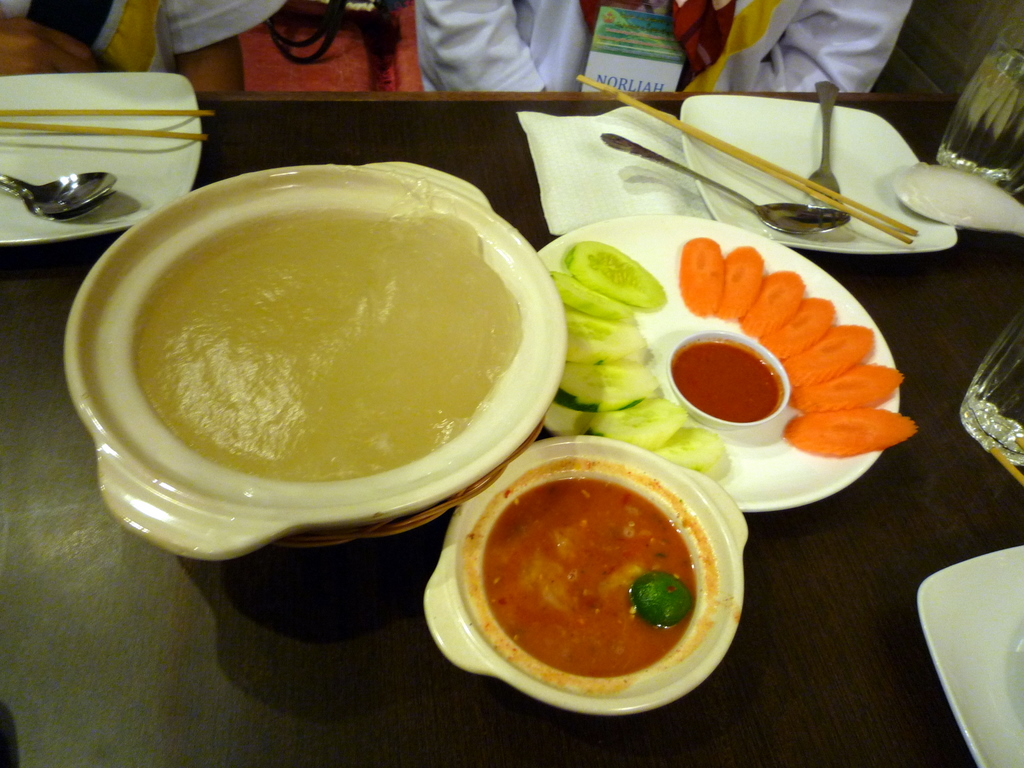
آمبویات (Ambuyat)، غذای ملی برونئی

آشپزی برونئی (انگلیسی: Bruneian cuisine) به پخت و پز برونئی مربوط می‌شود. این آشپزی به شدت تحت تأثیر آشپزی مناطق همجوار، مالزی، سنگاپور و اندونزی، همراه با تأثیرات جانبی از هند، چین، تایلند و ژاپن بوده‌است. همان گونه که در این منطقه متداول است، ماهی و برنج غذاهای اصلی هستند، هرچند با اینکه گوشت گاو گران است و در نتیجه مصرف آن کمتر رایج است. به دلیل حاکمیت اسلام، مصرف غذا بر اساس مواد غذایی حلال است و از خوردن گوشت خوک اجتناب می‌شود. الکل در برونئی ممنوع است. در مناطق روستایی، حیوانات شکاری همچون پرندگان جنگلی، گوزن سمبر، و گوزن فریادکش جهت تهیه غذا شکار می‌شوند. 